# Кломпи

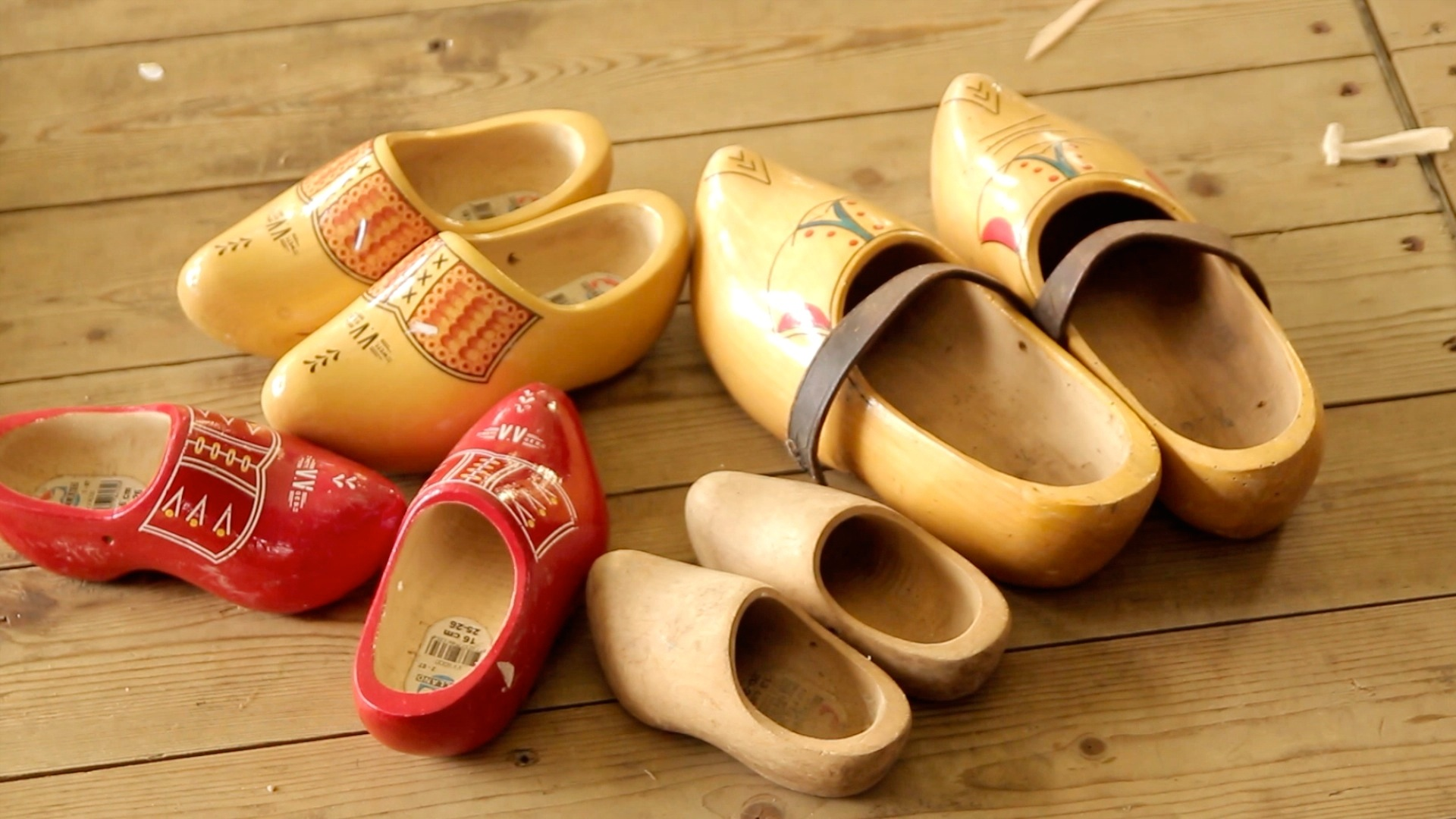
Кломпи з тополі для повсякденного використання.

Кломпи (нід. Klompen) — традиційні нідерландські дерев'яні черевики. Це взуття є одним з найважливіших сувенірів для туристів, що приносить країні чималий дохід, а також пам'ятним подарунком, що нерідко вручається главам іноземних держав і високопоставленим особам.

## Історія

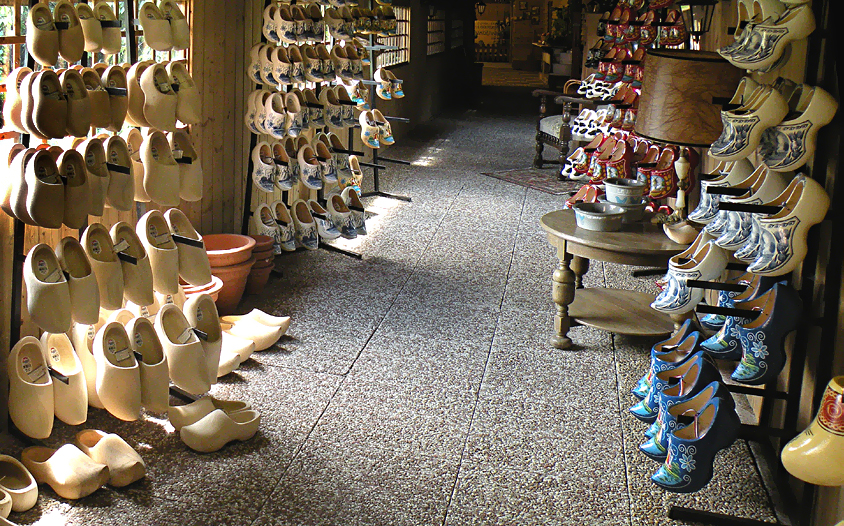
Кломпи

Нідерландські дерев'яні черевики з'явилися приблизно 800 років тому. Походження цього типу взуття пов'язують зі специфічним кліматом Нідерландів — вологим помірним морським, коли протягом усього року є висока ймовірність промочити ноги. Історично вони мали поширення серед бідних верств населення — селян і рибалок, які не могли дозволити собі придбати «справжнє» взуття, тоді як дерев'яні черевики були прості у виготовленні і надійно захищали не тільки від вологи, але й від зимового холоду — завдяки товстій підошві, яку часто підбивали соломою. Найчастіше їх виготовляють із деревини осики або тополі.
Кломпи раніше займали важливе місце в культурі Нідерландів. Зокрема, існувало положення, що всі городяни, які спостерігають вихід короля, мали бути взутими в кломпи, щоб показати його верховенство. Першу пару дерев'яних черевиків для дитини заготовляли зразу ж після народження, вони були традиційним подарунком закоханого юнака дівчині, що було аналогом пропозиції руки і серця. На селі носили дерев'яні сандалі, а сільські діти частіше бігали босими, поки дозволяла погода. Черевики, видовбані з дерев'яної колодки, надійно охороняли ногу від травм і зберігали тепло, для ізоляції всередину вкладали солому, а пізніше — газету.
Нині практичне значення нідерландських дерев'яних черевиків знижується — більшість голландців вже не носить цього взуття в повсякденні, проте воно залишається популярним серед фермерів, городників і садівників, рибалок.
Пошук старовинних кломпів зокрема ускладнюється використанням сходжених черевиків як дров до печі. Проте, 1990 року на території Нідерландів у греблі, що перегороджує річку Роттер, знайдено кломп, датований 1280 роком, довжиною 28 см і шириною 12,5 см. А найстаріший кломп 1230 року виявлено в дамбі в Амстердамі. Обидва знайдені черевики виготовлено з деревини вільхи. Отже, кломпи у відомій нині формі існували ще 800 років тому, хоча, без сумніву, дерев'яні черевики виготовлялися й раніше. Є шанси знайти цьому підтвердження, виявивши таке взуття в покладах торфу.

## Процес виготовлення

#### Стародавній спосіб
Виготовляли кломпи в старовину виключно вручну з заготовок відповідних сортів свіжої деревини: тополі або верби, за допомогою набору спеціальних ножів і долот. Спочатку вирізали черевик на одну ногу, приміряли, а потім вже бралися за другий. Дерев'яне взуття такої форми має вільно сидіти на нозі. Міряють кломпи в досить товстих шкарпетках, при цьому між п'ятою і задником черевика має проходити вказівний палець. Тільки в цьому випадку їх можна буде носити. Вирізані черевики залишають на просушування. Раніше за гарної погоди — прямо на вулиці. Пізніше — в спеціальних приміщеннях на стелажах. До наступного етапу обробки — полірування — в дереві має залишитися не більше 10 % вологи. Для кломпів, виготовлених з верболозу, сушіння триває близько тижня, а для тополевих — двох тижнів. Після сушення їх полірували. За давніх часів це була жіноча робота. Полірували нові черевики спочатку всередині — для більшого комфорту, а потім зовні — для краси, натираючи їх поверхню вологими губками з білим піском. Після такої обробки вони були світлими і гладкими. Попри трудомісткість виготовлення, досвідчений майстер міг виготовити за 13-годинний робочий день 7 пар черевиків. Але й ця кількість не могла задовольнити зростання попиту сільського населення на дешеве, доступне й практичне взуття. І на допомогу ремісникам прийшли найпростіші, керовані вручну верстати. У деяких селах вони донині працюють, і там можна побачити процес виготовлення кломпів від заготовки з колодки до готового черевика. Оскільки деревину тепер заготовляють заздалегідь, вона недостатньо волога, то ж нарубані заготовки замочують у бочці з водою за день до початку обробки. Згодом майстер вручну виточує заготовки відповідно до замовлення. Наступний етап — покриття фарбою і лаком.

#### Сучасний спосіб

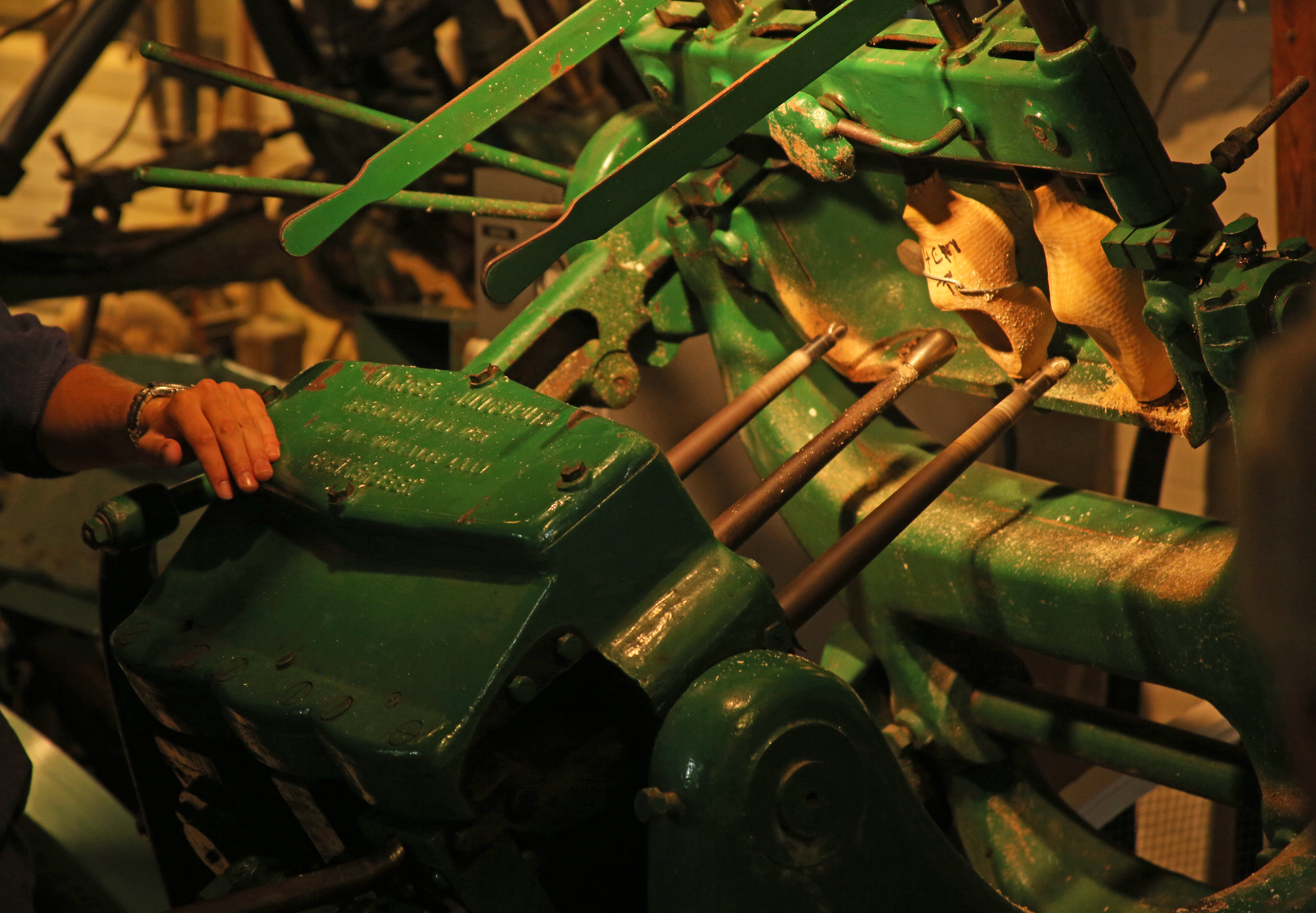
Сучасне виготовлення кломпів

Сучасні кломпи виробляються на міні-фабриках. Виробництво пари черевиків триває трохи більше 10 хв. Виготовляють кломпи за принципом створення копій дверних ключів. Починається все з грубої заготовки. Зазвичай у Нідерландах черевики роблять з тополі. Ця деревина легка і тверда. Проте, її порівняно легко обробляти. У разі, якщо кломпи виготовляють за допомогою верстата, використовують «форми-кліше». Майстру необхідно «встановити» форму-кліше і заготовку у верстат, а потім натиснути кнопку пуску. В процесі вирізання зовнішньої форми черевика і заготовка, і кліше обертаються. Відповідно, різець входить на глибину, яка допускається кліше в тому чи іншому місці. Для виготовлення різних черевиків (лівий, правий, розміри) використовуються різні форми-кліше. Коли зовнішня форма майбутнього черевика готова, заготовку переставляють в інший верстат. Тут вирізають внутрішню порожнину за тим самим принципом. У самому кінці виробничого циклу майстер зрізає зайве, шліфує черевики. Подальша обробка виконується вручну. Готові кломпи просушують, і згодом шліфують і полірують за допомогою рухомої стрічки з наждачного полотна, після чого вони, в принципі, готові на продаж.

## Сучасні кломпи
Традиційно всі дерев'яні нідерландські черевики офіційно акредитуються як безпечне взуття зі знаком СЕ і можуть витримати багато впливів, зокрема гострих предметів і концентрованих кислот. Вони в деяких випадках виявляються безпечнішими, ніж традиційне захисне взуття, оскільки деревина тріскається, а не отримує вм'ятини в разі екстремальних подій, дозволяючи легко зняти їх, а не терпіти тиск на пальці сталевого носка. Дехто в Голландії також вважає, що носіння традиційних черевиків дозволяє зберегти здоров'я ніг: вони, на їхню думку, не стискають пальці і сприяють тонусу литкових м'язів. Дехто навіть пов'язує вищий (у порівнянні із середньоєвропейським) зріст нідерландців з носінням кломпів попередніми поколіннями (попри те, що це повністю суперечить базовим законам генетики). Нідерландські дерев'яні черевики є улюбленим сувеніром туристів. Щороку їх виробляється від 3 до 4,5 млн пар, причому за призначенням використовується не більше 1/3 від них, решта продаються як сувеніри. Окремі моделі багато інкрустуються дорогоцінним камінням і металами. У Нідерландах існує цілий музей, присвячений дерев'яному взуттю.
Існує традиція, згідно з якою під вінець голландці йдуть у кломпах. Весільні дерев'яні черевики відрізняються від звичайних гарним різьбленням ручної роботи. Після урочистостей молодята вішають кломпи на стіну і вставляють у них квіти. Жителі Нідерландів люблять жартувати, що багато чого про людину можна дізнатися за кількістю пар весільних черевичків, розвішаних на стінах її оселі.

## Факти
В одному з бараків найбільшого концтабору часів Другої світової війни Аушвіца знайдено кломпи. Дерев'яні черевики виставлено в залі, де зібрано особисті речі убитих в газових камерах в'язнів.
Кломпи увічнив Ієронім Босх (1450—1516) у своїй картині «Видалення каменя глупоти» і Вінсент ван Гог у картині «Натюрморт з глиняним посудом і дерев'яним взуттям».

## Галерея

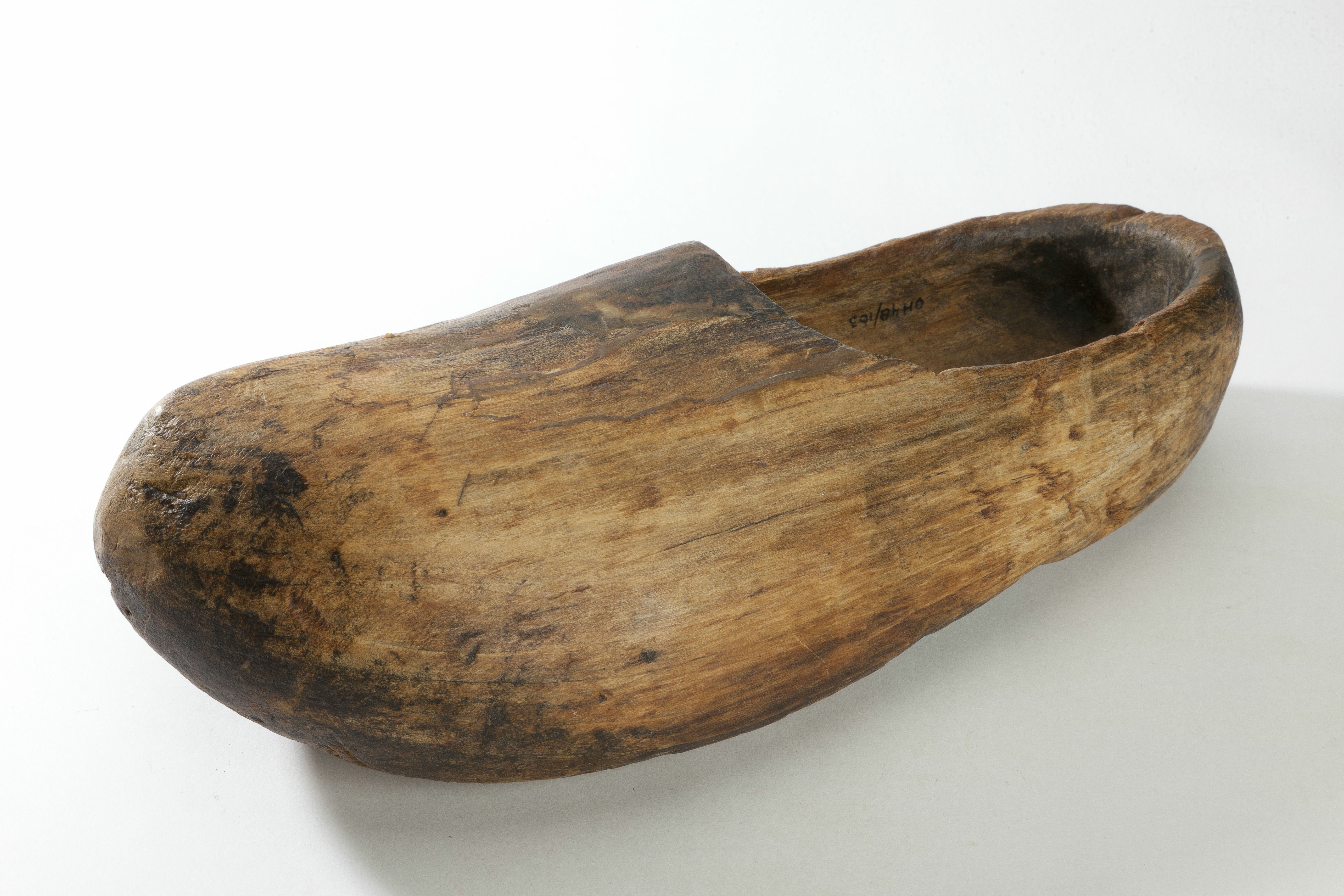
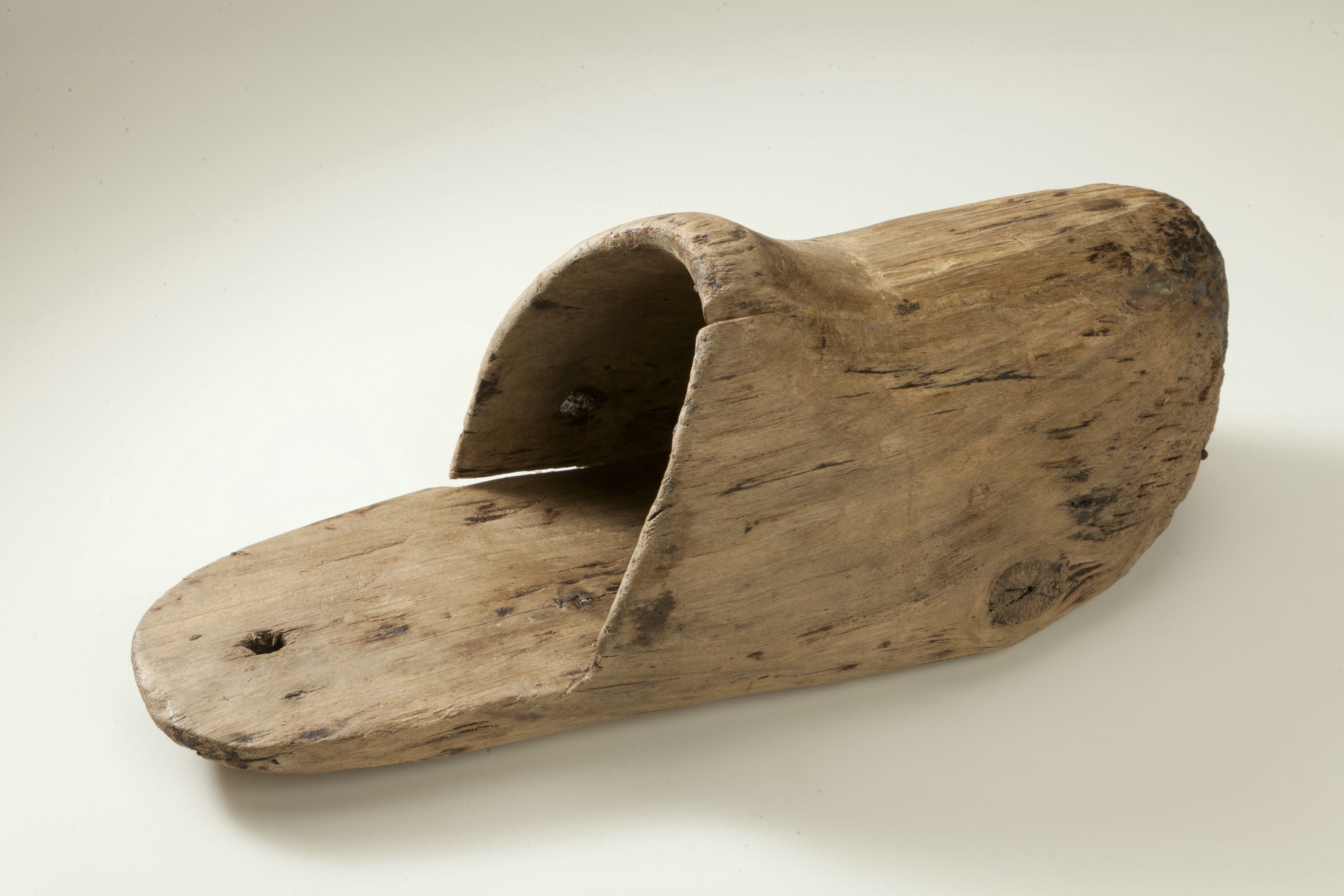
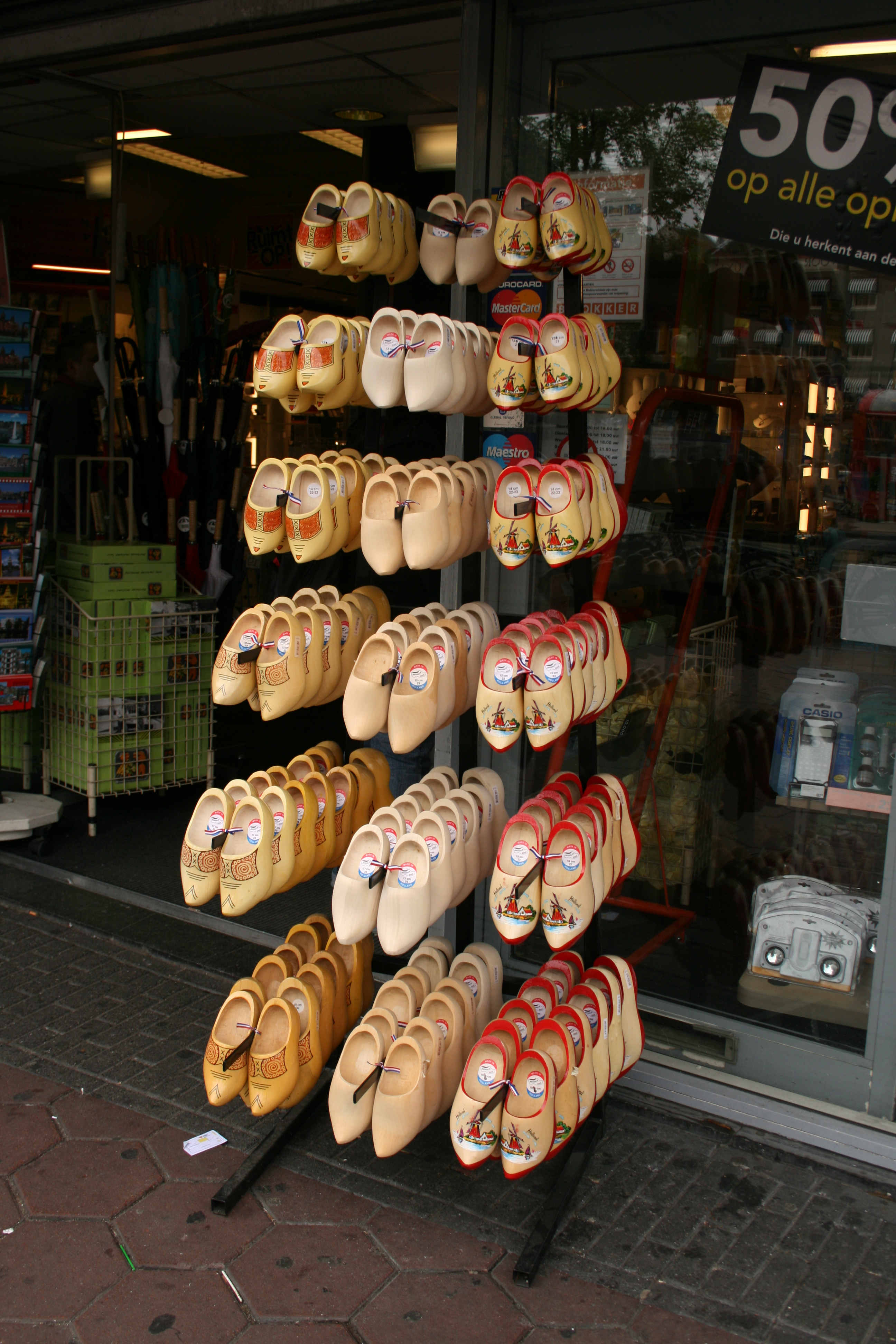
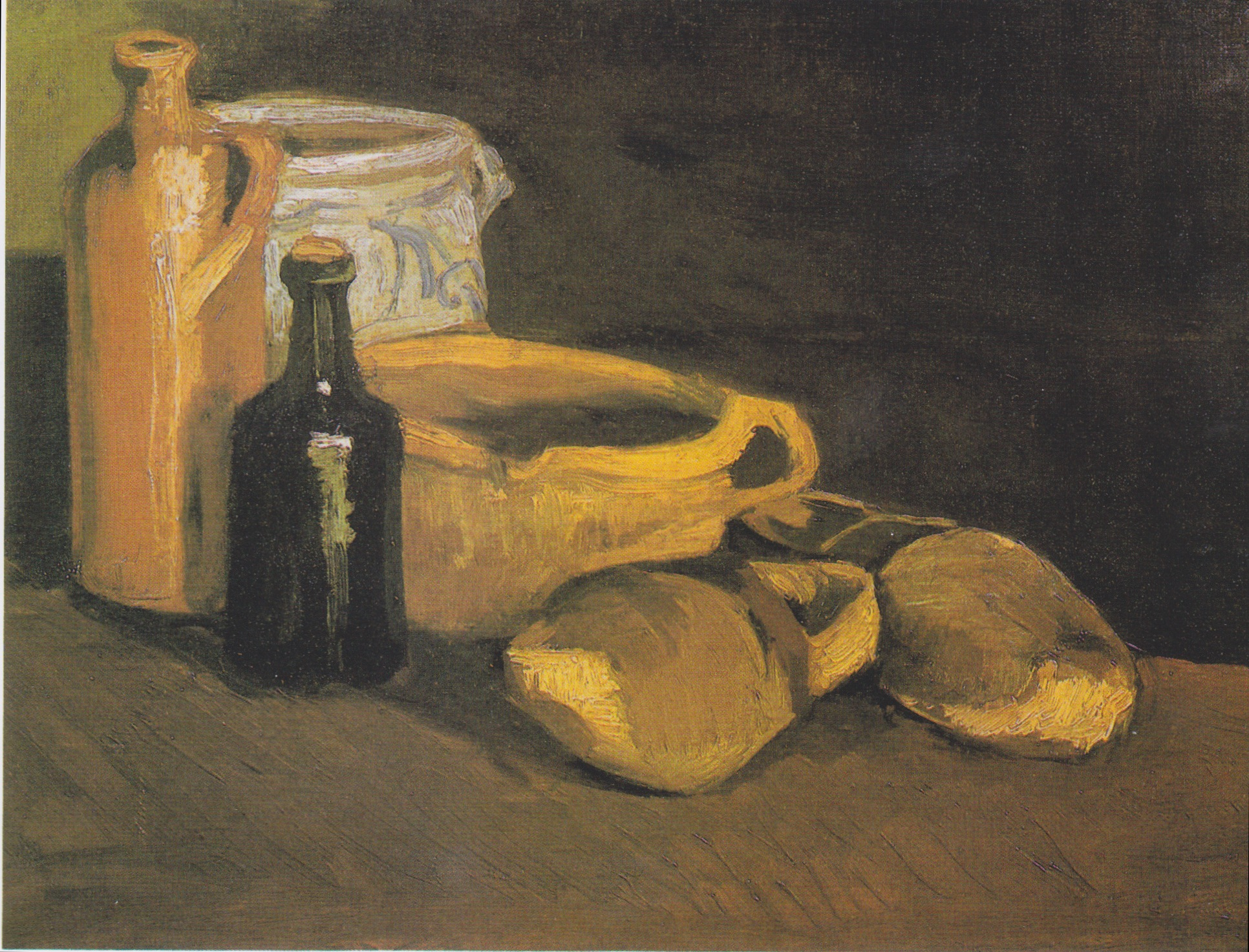